# Algemeen Hoofdkwartier
Het Algemeen Hoofdkwartier van de Opperbevelhebber van Land- en Zeemacht is een gebouw aan het Lange Voorhout 7 in Den Haag. Het pand is een rijksmonument. Het werd in de 17de eeuw gebouwd en in 1822 gerestaureerd. Binnen zijn haarden en stucplafonds in de Lodewijk XIV stijl.

## Plaquette
Een plaquette op de gevel van het gebouw werd op 14 mei 1990 onthuld door mevrouw A E Winkelman, dochter van de generaal, bijgestaan door generaal D J de Graaff, chef defensiestaf.